# Jordan Gaspar
Jordan Javier Gaspar Estrada (n. Guayaquil, Ecuador; 28 de julio de 1995) es un futbolista ecuatoriano. Juega como delantero y su equipo actual es Sersale Calcio 1975 de la Quinta División de Italia.

## Trayectoria

### Paso por España
Gaspar tiene una amplia trayectoria en equipos de España, especialmente de las divisiones RFEF. Formaría parte de las formativas del Colmillas Club de Fútbol. Iniciaría su carrera profesional en el Unión Deportiva Logroñés en la temporada 2015-2016. Después se incorporaría al Real Madrid Castilla para lo que restaba de temporada.
Para la temporada 2016-2017 sería cedido al Sabadell y disputaría la Segunda División B de España.
En la siguiente temporada jugaría para el Osasuna "B", club con el que marcaría dos goles.
En la temporada 2018-2019 se incorporaría al Club Deportivo Agoncillo hasta mitad de temporada. Después sería contratado por el Intercity.
Para la temporada 2021-2022 sería anunciado como fichaje del Torrent Club de Fútbol.

### Paso por Italia
Al inicio de la temporada 2020-2021 jugaría para el Messina de la Serie D de Italia hasta octubre de 2020, después volvería a Intercity.
En enero de 2023 fue anunciado por el ASD Sersale Calcio 1975 de la Eccellenza de Italia.

### Liga Deportiva Universitaria
A principios de 2022 fue contratado por Liga Deportiva Universitaria, siendo este su primera participación profesional en un club de su país. Sin embargo, solo actuaría en dos encuentros. A mediados de junio, se confirmaría su salida del conjunto albo, al no entrar en planes del club.

### Libertad
El 13 de julio de 2022 fue confirmado su fichaje por Libertad Fútbol Club de la Serie B de Ecuador.

## Estadísticas

### Clubes
- Actualizado el 30 de julio de 2022.

| U. D. Logroñés · España                                                 | 2015-16       | 19  | 2  | 1 | 0 | - | - | 20  | 2  |
| U. D. Logroñés · España                                                 | Total club    | 19  | 2  | 1 | 0 | - | - | 20  | 2  |
| Real Madrid Castilla · España                                           | 2015-16       | 3   | 0  | - | - | - | - | 3   | 0  |
| Real Madrid Castilla · España                                           | Total club    | 3   | 0  | - | - | - | - | 3   | 0  |
| C. E. Sabadell · España                                                 | 2016-17       | 23  | 1  | - | - | - | - | 23  | 1  |
| C. E. Sabadell · España                                                 | Total club    | 23  | 1  | - | - | - | - | 23  | 1  |
| Osasuna "B" · España                                                    | 2017-18       | 29  | 2  | - | - | - | - | 29  | 2  |
| Osasuna "B" · España                                                    | Total club    | 29  | 2  | - | - | - | - | 29  | 2  |
| C. D. Agoncillo · España                                                | 2018-19       | 6   | 0  | - | - | - | - | 6   | 0  |
| C. D. Agoncillo · España                                                | Total club    | 6   | 0  | - | - | - | - | 6   | 0  |
| C. F. Intercity · España                                                | 2019-20       | 25  | 7  | 2 | 1 | - | - | 27  | 8  |
| C. F. Intercity · España                                                | 2020-21       | 21  | 1  | - | - | - | - | 21  | 1  |
| C. F. Intercity · España                                                | Total club    | 46  | 8  | 2 | 1 | - | - | 48  | 9  |
| Messina · Italia                                                        | 2020-21       | 2   | 0  | - | - | - | - | 2   | 0  |
| Messina · Italia                                                        | Total club    | 2   | 0  | - | - | - | - | 2   | 0  |
| Torrent C. F. · España                                                  | 2021-22       | 8   | 0  | - | - | - | - | 8   | 0  |
| Torrent C. F. · España                                                  | Total club    | 8   | 0  | - | - | - | - | 8   | 0  |
| Liga Deportiva Universitaria · Ecuador                                  | 2022          | 2   | 0  | 0 | 0 | 0 | 0 | 2   | 0  |
| Liga Deportiva Universitaria · Ecuador                                  | Total club    | 2   | 0  | 0 | 0 | 0 | 0 | 2   | 0  |
| Libertad F. C. · Ecuador                                                | 2022          | 2   | 0  | — | — | — | — | 2   | 0  |
| Libertad F. C. · Ecuador                                                | Total club    | 2   | 0  | 0 | 0 | 0 | 0 | 2   | 0  |
| Sersale Calcio 1975 · Italia                                            | 2022-23       | 0   | 0  | — | — | — | — | 0   | 0  |
| Sersale Calcio 1975 · Italia                                            | Total club    | 0   | 0  | 0 | 0 | 0 | 0 | 0   | 0  |
| Total carrera                                                           | Total carrera | 140 | 13 | 3 | 1 | 0 | 0 | 143 | 14 |
| (1) Incluye datos de la Copa del Rey. Fuente: Transfermarkt, Soccerway. |               |     |    |   |   |   |   |     |    |